# Vicente Guerrero, Champotón
Vicente Guerrero är en ort i Mexiko.   Den ligger i kommunen Champotón och delstaten Campeche, i den östra delen av landet, 900 km öster om huvudstaden Mexico City. Vicente Guerrero ligger 5 meter över havet och antalet invånare är 284.
Terrängen runt Vicente Guerrero är platt, och sluttar västerut. Runt Vicente Guerrero är det glesbefolkat, med 11 invånare per kvadratkilometer. Närmaste större samhälle är Champotón, 13,9 km norr om Vicente Guerrero. I omgivningarna runt Vicente Guerrero växer i huvudsak städsegrön lövskog.